# Hercules (film din 2014)
Hercules este un film de aventură 3D fantastic regizat de Brett Ratner. Rolurile principale au fost interpretate de actorii Dwayne Johnson, Ian McShane, Rufus Sewell și John Hurt.

## Distribuție
- Dwayne Johnson ca Hercules
- Ian McShane ca Amphiaraus clarvăzătorul
- John Hurt ca Cotys, Regele Traciei
- Rufus Sewell ca Autolycus hoțul
- Aksel Hennie ca Tydeus, copil sălbatic / barbar
- Ingrid Bolsø Berdal ca Atalanta[6] arcașul
- Reece Ritchie ca Iolaus povestitorul
- Joseph Fiennes ca Regele Euristeu
- Tobias Santelmann[7] ca Rhesus
- Peter Mullan[8] ca Sitacles
- Rebecca Ferguson ca Ergenia
- Isaac Andrews ca Arius
- Joe Anderson[9] ca Phineas
- Steve Peacocke ca Stephanos[10]
- Irina Shayk ca Megara[11]
- Barbara Palvin ca Antimache[12][13]
- Caroline Boulton ca Vixen

## Vezi și
- Listă de filme cu Hercule
- Listă de filme bazate pe mitologia greco-romană
- Listă de filme de aventură din anii 2010